# Луций Сергий Фидена (трибун 397 пр.н.е.)
Вижте пояснителната страница за други личности с името Луций Сергий Фидена.
Луций Сергий Фидена (на латински: Licius Sergius Fidenas) e политик на Римската република.

## Биография
Произлиза от клон Фидена на фамилията Сергии. Син е вероятно на Маний Сергий Фидена, който е бил консулски военен трибун 404 и 402 пр.н.е.
През 397 пр.н.е. Луций Сергий Фидена става консулски военен трибун. Колеги са му Луций Юлий Вописки Юл, Авъл Постумий Албин Региленсис, Луций Фурий Медулин, Публий Корнелий Малугиненсис и Авъл Манлий Вулзон Капитолин. Тази година конслулските трибуни водят войни против волските, еквите, вейите, фалиските и капенатите. Те отблъскват също и нападение от Тарквиния. Преди да им свърши мандата трибуните напускат, заради грешка в изборите.
През 394 пр.н.е. той е посланик заедно с Авъл Манлий Вулзон Капитолин и Луций Валерий Поцит в Делфи, за да занесе жервопроношенията в Светилището на Аполон, заради победата над Вейи.